# Волжский район (Самарская область)
Во́лжский район — административно-территориальная единица в Самарской области России. В границах района образован одноимённый муниципальный район.
Административным центром района является Самара (город в состав района не входит).

## География
Район расположен в центре области, преимущественно в левобережье излучины Волги, также включает в себя восточную часть полуострова Самарской Луки. Площадь района — 2481 км². По площади это один из крупнейших районов области.
Граничит с районами Красноярский, Кинельский, Большеглушицкий, Красноармейский, Безенчукский, Ставропольский, с городскими округами Самара, Новокуйбышевск, Кинель.
Волжский район имеет уникальное транспортно-географическое положение, так как он находится в центральной части Самарской области на обоих берегах Волги. Территория района расчленена Волгой и городским округом Самара, который является анклавом района. Волжский район окружает областной центр и имеет выгодное географическое положение, так как все транспортные потоки к Самаре проходят через его территорию.
Основные реки — Волга, Самара, Чапаевка. За прекрасные пейзажи и природу район иногда называют «Волжской Швейцарией».
Процессы реурбанизации расширяют границы города Самары, поэтому территория Волжского района перспективна для застройки.

## История
Территорию Волжского района до XVI века заселяли скотоводческие кочевые племена. После Золотой Орды этот край контролировала Ногайская Орда, в том числе речной путь между столицами татарских ханств — Казанью и Астраханью. Лишь с начала XVII века район перешёл под власть Российского государства. С 1780 года и до 1920-х годов регион относился к Самарскому уезду. После революции территория района административно подчинялась Самаре.
Рождение района относится к 1937 году, когда Постановлением ВЦИК было проведено преобразование Молотовского городского района г. Куйбышева в Молотовский сельский район с непосредственным подчинением Куйбышевскому облисполкому. 7 февраля 1941 года 9 сельсоветов Молотовского района были переданы в новый Сосново-Солонецкий район. Указом Президиума Верховного Совета от 10 августа 1957 года район был переименован в Волжский.

## Население
| 2002    | 2008    | 2010     | 2011     | 2012     | 2013    | 2014    | 2015    | 2016    |
| ------- | ------- | -------- | -------- | -------- | ------- | ------- | ------- | ------- |
| 77 621  | ↗81 475 | ↗83 377  | ↗83 416  | ↗83 597  | ↗83 887 | ↗84 400 | ↗86 450 | ↗89 222 |
| 2017    | 2018    | 2019     | 2020     | 2021     |         |         |         |         |
| ↗93 388 | ↗99 500 | ↗109 739 | ↗117 332 | ↗122 928 |         |         |         |         |

### Урбанизация
В городских условиях (Петра Дубрава, Рощинский, Смышляевка, Стройкерамика) проживают 36,09 % населения района.

## Административно-муниципальное устройство
В Волжском районе 61 населённый пункт в составе трёх городских и 12 сельских поселений:
| №  | Городские и сельские поселения          | Административный центр       | Количество населённых пунктов | Население | Площадь, км2 |
| -- | --------------------------------------- | ---------------------------- | ----------------------------- | --------- | ------------ |
| 1  | Городское поселение Петра Дубрава       | пгт Петра Дубрава            | 3                             | ↘7131     | 12,58        |
| 2  | Городское поселение Рощинский           | пгт Рощинский                | 1                             | ↘8128     | 59,17        |
| 3  | Городское поселение Смышляевка          | пгт Смышляевка               | 4                             | ↗30 598   | 156,40       |
| 4  | Сельское поселение Верхняя Подстепновка | посёлок Верхняя Подстепновка | 3                             | ↘2720     | 13,01        |
| 5  | Сельское поселение Воскресенка          | село Воскресенка             | 5                             | ↗4287     | 370,70       |
| 6  | Сельское поселение Дубовый Умёт         | село Дубовый Умёт            | 4                             | ↘4933     | 193,60       |
| 7  | Сельское поселение Курумоч              | село Курумоч                 | 4                             | ↘6843     | 67,18        |
| 8  | Сельское поселение Лопатино             | село Лопатино                | 7                             | ↗31 283   | 124,69       |
| 9  | Сельское поселение Подъём-Михайловка    | село Подъём-Михайловка       | 7                             | ↘3138     | 332,54       |
| 10 | Сельское поселение Просвет              | посёлок Просвет              | 3                             | ↘2856     | 177,32       |
| 11 | Сельское поселение Рождествено          | село Рождествено             | 8                             | ↘7281     | 422,00       |
| 12 | Сельское поселение Спиридоновка         | село Спиридоновка            | 1                             | ↘3061     | 58,32        |
| 13 | Сельское поселение Сухая Вязовка        | село Сухая Вязовка           | 3                             | ↘2142     | 188,73       |
| 14 | Сельское поселение Чёрновский           | посёлок Чёрновский           | 4                             | ↗3525     | 114,46       |
| 15 | Сельское поселение Черноречье           | село Черноречье              | 4                             | ↗5002     | 190,45       |

## Населённые пункты
Распределение населения района:
 Стройкерамика (17,54 %) Рощинский  (6,61 %) Смышляевка  (6,47 %) Петра Дубрава (5,46 %) Курумоч  (4,88 %) Рождествено  (4,13 %) Остальные (54,91 %)
| №  | Населённый пункт     | Тип                     | Население | Муниципальное образование               |
| -- | -------------------- | ----------------------- | --------- | --------------------------------------- |
| 1  | Белозерки            | село                    | 310       | Сельское поселение Чёрновский           |
| 2  | Березки              | посёлок                 | 24        | Сельское поселение Лопатино             |
| 3  | Берёзовый Гай        | село                    | 884       | Сельское поселение Сухая Вязовка        |
| 4  | Верхняя Подстепновка | посёлок                 | 1823      | Сельское поселение Верхняя Подстепновка |
| 5  | Власть Труда         | посёлок                 | 402       | Сельское поселение Курумоч              |
| 6  | Воскресенка          | село                    | ↗3012     | Сельское поселение Воскресенка          |
| 7  | Восточный            | посёлок                 | 12        | Сельское поселение Подъём-Михайловка    |
| 8  | Выползово            | село                    | 328       | Сельское поселение Рождествено          |
| 9  | Гаврилова Поляна     | посёлок                 | 302       | Сельское поселение Рождествено          |
| 10 | Домашкины Вершины    | посёлок                 | 137       | Сельское поселение Просвет              |
| 11 | Дубовый Гай          | посёлок                 | 102       | Городское поселение Петра Дубрава       |
| 12 | Дубовый Умёт         | село                    | ↗3419     | Сельское поселение Дубовый Умёт         |
| 13 | Дудачный             | посёлок                 | 236       | Сельское поселение Подъём-Михайловка    |
| 14 | Жигули               | железнодорожная станция | →0        | Сельское поселение Воскресенка          |
| 15 | Журавли              | посёлок                 | ↘732      | Сельское поселение Воскресенка          |
| 16 | Заярье               | посёлок                 | 248       | Городское поселение Петра Дубрава       |
| 17 | Зелёненький          | посёлок                 | ↗417      | Сельское поселение Воскресенка          |
| 18 | Калинка              | посёлок                 | 532       | Сельское поселение Дубовый Умёт         |
| 19 | Культура             | посёлок                 | 39        | Сельское поселение Дубовый Умёт         |
| 20 | Курумоч              | железнодорожная станция | 116       | Сельское поселение Курумоч              |
| 21 | Курумоч              | село                    | ↘5994     | Сельское поселение Курумоч              |
| 22 | Лопатино             | село                    | 1144      | Сельское поселение Лопатино             |
| 23 | Мастрюково           | железнодорожная станция | 108       | Сельское поселение Курумоч              |
| 24 | Молодогвардейский    | посёлок                 | ↗227      | Сельское поселение Воскресенка          |
| 25 | Николаевка           | село                    | 522       | Сельское поселение Черноречье           |
| 26 | Новинки              | село                    | 276       | Сельское поселение Рождествено          |
| 27 | Новоберезовский      | посёлок                 | 503       | Сельское поселение Лопатино             |
| 28 | Новолопатинский      | посёлок                 | 117       | Сельское поселение Лопатино             |
| 29 | НПС «Дружба»         | посёлок                 | 1745      | Сельское поселение Лопатино             |
| 30 | Нур                  | посёлок                 | 15        | Сельское поселение Чёрновский           |
| 31 | Озерки               | посёлок                 | 46        | Сельское поселение Подъём-Михайловка    |
| 32 | Пахарь               | посёлок                 | 664       | Сельское поселение Просвет              |
| 33 | Петра Дубрава        | пгт                     | ↘6713     | Городское поселение Петра Дубрава       |
| 34 | Подгоры              | село                    | 361       | Сельское поселение Рождествено          |
| 35 | Подлесный            | посёлок                 | 10        | Сельское поселение Подъём-Михайловка    |
| 36 | Подлесный            | посёлок                 | 14        | Сельское поселение Чёрновский           |
| 37 | Подстепновка         | посёлок                 | 501       | Сельское поселение Верхняя Подстепновка |
| 38 | Подъём-Михайловка    | село                    | ↘1404     | Сельское поселение Подъём-Михайловка    |
| 39 | Преображенка         | село                    | 271       | Сельское поселение Верхняя Подстепновка |
| 40 | Придорожный          | посёлок                 | ↗27 515   | Сельское поселение Лопатино             |
| 41 | Просвет              | посёлок                 | 2253      | Сельское поселение Просвет              |
| 42 | Рамушки              | посёлок                 | 135       | Сельское поселение Черноречье           |
| 43 | Рассвет              | село                    | 33        | Сельское поселение Сухая Вязовка        |
| 44 | Ровно-Владимировка   | посёлок                 | 760       | Сельское поселение Дубовый Умёт         |
| 45 | Рождествено          | село                    | ↘5073     | Сельское поселение Рождествено          |
| 46 | Рощинский            | пгт                     | ↘8128     | Городское поселение Рощинский           |
| 47 | Самарский            | посёлок                 | 923       | Сельское поселение Лопатино             |
| 48 | Смышляевка           | пгт                     | ↘7958     | Городское поселение Смышляевка          |
| 49 | Спиридоновка         | село                    | ↘3061     | Сельское поселение Спиридоновка         |
| 50 | Спутник              | посёлок                 | 553       | Городское поселение Смышляевка          |
| 51 | Стройкерамика        | пгт                     | ↗21 567   | Городское поселение Смышляевка          |
| 52 | Сухая Вязовка        | село                    | 1332      | Сельское поселение Сухая Вязовка        |
| 53 | Торновое             | село                    | 340       | Сельское поселение Рождествено          |
| 54 | Тридцатый            | посёлок                 | 358       | Сельское поселение Подъём-Михайловка    |
| 55 | Усинский             | посёлок                 | 151       | Сельское поселение Рождествено          |
| 56 | Чапаевка             | посёлок                 | 33        | Сельское поселение Черноречье           |
| 57 | Чёрновский           | посёлок                 | 2426      | Сельское поселение Чёрновский           |
| 58 | Черноречье           | село                    | 1954      | Сельское поселение Черноречье           |
| 59 | Шелехметь            | село                    | 327       | Сельское поселение Рождествено          |
| 60 | Энергетик            | посёлок                 | 198       | Городское поселение Смышляевка          |
| 61 | Яблоновый Овраг      | село                    | 1091      | Сельское поселение Подъём-Михайловка    |

## Экономика
Район является одним из крупнейших производителей сельхозпродукции в Самарской области. В районе восемь перерабатывающих и 30 сельскохозяйственных предприятий, 153 фермерских хозяйства и более 18 тысяч личных хозяйств населения. Они специализируются на производстве зерна (пшеница яровая и озимая, рожь, ячмень, просо, гречиха), молока, мяса, овощей (открытый и закрытый грунт), яиц, выпечке хлеба.

## Транспорт
По территории района проходят автодороги М5 «Урал» Москва — Самара — Челябинск и ответвление от неё Самара — Оренбург, А300 Самара — Уральск, Самара — Волгоград, Самара — Бугуруслан, Самара — Курумоч, Самара — Новокуйбышевск, обход города Самары.
Недалеко от посёлка Курумоч функционирует международный аэропорт.
Рядом с посёлком Смышляевка расположена железнодорожная станция и одноимённый аэропорт.
Железные дороги: Москва — Сызрань — Самара, Самара — Уфа, Самара — Тольятти, обход города Самары (Безенчук — Кинель), ветка к аэропорту Курумоч.
Транспортное сообщение с правым берегом реки Волга осуществляется по воде и через плотину Жигулёвской ГЭС.

## Здравоохранение
Волжский район обслуживает ГБУЗ Самарской области «Волжская центральная районная больница».

## Достопримечательности
В 2 км к юго-западу от села Белозёрки и в 2 км к югу от села Алексеевка находится Белозёрское I селище срубной культуры.
Рекреационная территория «Девять Озёр» — Алексеевские старицы (озёра).
Территория находится в правобережной пойме реки Самары между станциями Энергетик и Алексеевка. Цепочка озёр-стариц тянется здесь вдоль полотна железной дороги на протяжении нескольких километров. Они называются Алексеевскими или Падовскими старицами из-за протекающей неподалёку небольшой реки Падовки, правого притока Самары.
Впервые старицы были описаны известным путешественником и натуралистом П. С. Палласом, который посетил эти места 17 июня 1769 года. Он отмечал, что «в находящихся на низких местах озерках есть много не только рыбы, но и выхухолей и черепах. В реке Самаре водится здесь много волжских стерлядей и сазанов, но нередко заходят сюда сомы и белая рыбица. Также довольно много и вьюнов. Рыба сапа здесь нарочито велика и называется лобач».
В настоящее время старицы имеют весьма богатое растительное и животное население. Здесь можно встретить кувшинки и кубышки, водокрас, телорез, роголистники, сусак зонтичный, пузырчатку, сальвинию плавающую.
Озера Костылево и Дубовое у ст. Алексеевка заиливаются. Когда-то в них водилось много окуня, щуки, плотвы. Озеро Костылево запружено совхозом «Чёрновский» и изолировано от реки, в связи с чем зимой часто происходят заморы рыбы.
С 2008 года на территории Алексеевских озёр проводится Экологический Фестиваль Архивная копия от 24 мая 2013 на Wayback Machine.